# Jiří Havlíček
Jiří Havlíček (ur. 16 maja 1976 w miejscowości Ledeč nad Sázavou) – czeski polityk, ekonomista i samorządowiec, w latach 2014–2017 wiceminister, a w 2017 minister przemysłu i handlu.

## Życiorys
W 1994 ukończył szkołę średnią w Čáslavie, a w 1999 studia ekonomiczne w Wyższej Szkole Ekonomicznej w Pradze. W 2012 uzyskał dyplom MBA. W 1998 wstąpił do Czeskiej Partii Socjaldemokratycznej. Początkowo pracował w administracji państwowej, w latach 2003–2006 był dyrektorem gabinetu ministra przemysłu i handlu. Następnie przez cztery lata zatrudniony jako dyrektor generalny w partyjnej centrali socjaldemokratów. W 2006 został wybrany na radnego Čáslavia, w 2010 objął funkcję pierwszego zastępcy burmistrza.
W lutym 2014 został wiceministrem przemysłu i handlu w rządzie Bohuslava Sobotki. W kwietniu 2017 stanął na czele tego resortu, zastępując Jana Mládka. Stanowisko to zajmował do grudnia tegoż roku.